# باشگاه فوتبال زنان منچستر یونایتد
باشگاه فوتبال زنان منچستر یونایتد (انگلیسی: Manchester United W.F.C.) یک باشگاه فوتبال بانوان واقع شده در براوتون، سالفورد می‌باشد. این باشگاه در سال ۲۰۱۸ با نام باشگاه فوتبال زنان منچستر یونایتد تأسیس شده و بازی‌های خانگی خود را در کلیف انجام می‌دهد. این تیم در سال ۲۰۱۹ قهرمان چمپیونشیپ (سطح دوم مسابقات در لیگ بانوان انگلستان) و به سطح اول مسابقات راه یافت.

## تاریخچه
در مارس ۲۰۱۸، باشگاه فوتبال منچستر یونایتد تمایل خود را برای تأسیس یک باشگاه فوتبال زنان اعلام کرد. باشگاه فوتبال زنان منچستر یونایتد در ۲۸ مهٔ ۲۰۱۸ و پس از قبول درخواست این تیم برای حضور در رقابت‌های قهرمانی زنان اتحادیه فوتبال انگلستان تشکیل شد. به این ترتیب، منچستر یونایتد پس از سیزده سال غیبت، دوباره در ردهٔ زنان نیز دارای تیم شد. آن‌ها از سال ۲۰۰۵ برای تمرکز بیشتر بر روی تیم‌های پایه، تیم‌های زنان را منحل کرده بودند. در ۸ ژوئن ۲۰۱۸، کیسی استونی به عنوان سرمربی این تیم انتخاب شد.

## زمین
پس از قبول درخواست این تیم برای تیم‌داری در بخش زنان، مشخص شد که زمین کلیف برای بازی‌های خانگی این تیم در نظر گرفته شده و قرار است تا بازسازی بر روی این زمین صورت بگیرد.